# زمین‌لرزه قشم
زمین‌لرزه قشم ممکن است به یکی از موارد زیر اشاره داشته باشد:
- زمین‌لرزه ۱۳۸۴ قشم
- زمین‌لرزه ۱۳۸۷ قشم